# Unterfränkisch

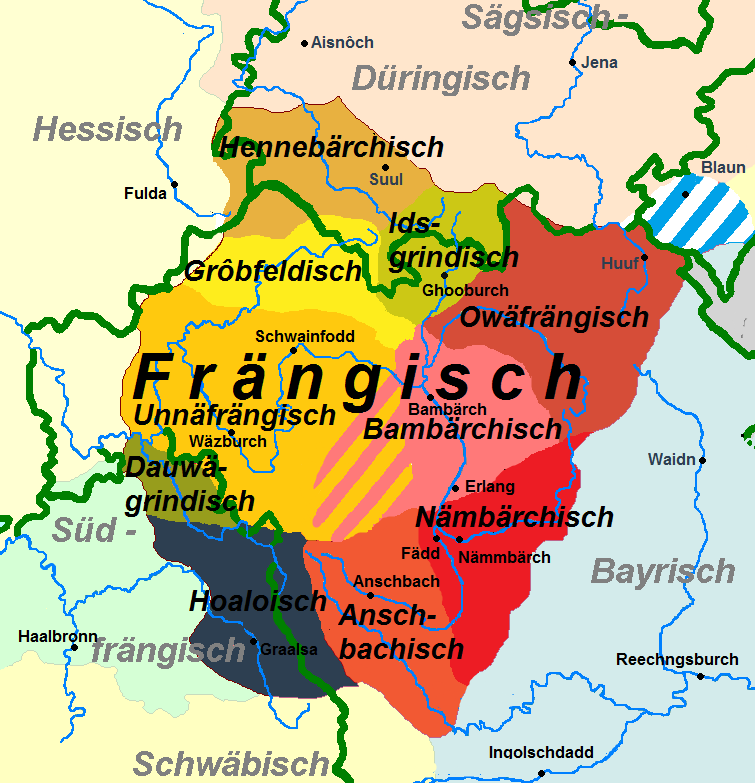
Fränkische Subdialekte, nach:
Alfred Klepsch, Eberhard Wagner: Handwörterbuch von Bayerisch-Franken

Unterfränkisch  oder, in sprachwissenschaftlicher Terminologie, Unterostfränkisch (unterfränkisch Meefränggisch, wörtlich Mainfränkisch, vgl. Mainfranken) wird in den meisten Gebieten des bayerischen Regierungsbezirks Unterfranken gesprochen. Alle westlich der „Spessartbarriere“ gelegenen Regionen (um Miltenberg und Aschaffenburg) gehören zum mitteldeutschen Sprachgebiet (hessisch) und nicht etwa zum oberdeutschen Sprachraum. In seiner typischen Form tritt das Unterostfränkische im Großraum rund um Schweinfurt sowie um Würzburg auf. Das unterfränkische Dialektgebiet entspricht im Kern dem historischen Hochstift Würzburg.
Unterostfränkisch im weiteren Sinne wird im Fuldaer Übergangsstreifen, im Grabfeld, im Henneberger, Coburger und im weiteren Würzburger Raum gesprochen, Unterostfränkisch im engeren Sinne im Ochsenfurter und engeren Würzburger Raum.

## Regionale Gliederungen
Unterostfränkisch ist regional untergliedert. Zu nennen sind beispielsweise die Schweinfurter Staffel unweit westlich der Stadt: Standarddeutsch Wiese (mittelhochdeutsch Nominativ wise, Genitiv/Dativ/Akkusativ wisen) entspricht westlich dieser Staffel Wiesa, östlich davon Wiesn. 23 km östlich von Schweinfurt, bei Augsfeld zwischen Haßfurt und Zeil, liegt die Bamberger Schranke, die Unterostfränkisch (gelbliche Flächenfärbungen) von Bambergisch (rosa Flächenfärbung) trennt und durch der Vertretung von mittelhochdeutsch /ei/ als /eː/ beziehungsweise /aː/ definiert wird: „Main“ und „eins“ heißen westlich dieser Schranke Mee und eens, östlich Maa und aans (im rheinfränkisch sprechenden Aschaffenburg hingegen Mää, ääns).
Auch von Dorf zu Dorf kann der Dialekt in Details sehr unterschiedlich sein; so kann der Satz „Hast du ein Ei“ in zwei benachbarten Ortschaften wie folgt lauten:
- Host du ä Aalä (offenes o)
- Host du a Ääle (offenes o)

Die kürzeste Form von „Hast du ein Ei übrig?“ kommt im Schweinfurter Raum vor: Hast du e Ä ü?

## Phonologie

### Konsonanten
Wie in allen ostfränkischen Dialekten findet man ein völliges Fehlen der Konsonanten /p/ und /t/ (Binnendeutsche Konsonantenschwächung); diese werden durchgehend als /b/ und /d/ realisiert, etwa Broleddariad „Proletariat“ oder Boddmaneh „Portemonnaie“. /k/ dagegen wird meist nur vor Konsonanten zu /g/, so wird das hochdeutsche „Knecht“ ostfränkisch zu Gnechd oder Gnachd, aber „Koffer“ bleibt Koffer (oder auch Kuffer). /g/ wird im Auslaut meist zu /ch/ aufgeweicht, Barch „Berg“. Vereinzelt wird das standarddeutsche /g/ als „hartes“ /k/ realisiert, so in Karasch (hochdt./franz. „Garage“). In Vorsilben wird /g/ vor /h/ als /k/ (khört „gehört“) und /b/ vor /h/ als /p/ (phaldn „behalten“) realisiert. Ähnlich wie im Mittelfränkischen wird im Ostfränkischen das Vorderzungen-/r/ gesprochen.

### Vokale
Mittelhochdeutsches /aː/ und /a/ wurden zu einem offenen /ɔː/, /ɔ/, etwa schlåff „schlafen“, foahrn „fahren“, Doch „Tag“. Typisch Unterostfränkisch ist, dass standarddeutschem langem /eː/ oder /ɛː/ ein langes /aː/ entspricht: Kaas „Käse“, Baasn „Besen“. Bezeichnend ist auch, dass einem standarddeutschen /ai/, soweit es von mittelhochdeutsch /ei/ abstammt, ein /ɛː/ oder /eː/ entspricht: Flääsch „Fleisch“, eens „eins“, Mee „Main“. Die mittelhochdeutschen Diphthonge /uo/, /ie/, /üe/ sind erhalten geblieben und nicht wie im Standarddeutschen monophthongiert worden: Bruoder „Bruder“, liäb „lieb“, müäd „müde“.

## Grammatik

### Verben
Endungsloser Infinitiv ist diesem Dialekt eigen, etwa: ich will schlaff „ich will schlafen“. In vielen Fällen wird auch das Präfix g- bzw. ge- vorangestellt: ich koä jeädn Doch Schnidsl gegass „ich würde am liebsten jeden Tag Schnitzel essen“ oder doä kosst gschlåff „da kannst du schlafen“. Der Infinitiv wird typischerweise mit vorgestelltem ge- gebildet: geseh „sehen“, gehör „hören“, gegeh „gehen“, geglab glauben, gelas „lesen“ usw.
Wie im Standarddeutschen werden Vokale teilweise umgelautet. So konjugiert man im Unterostfränkischen wie folgt:
- ich schlåff (ich schlafe), du schlöffsd (du schläfst), er/sie/es schlöffd (er/sie/es schläft), mir schlåffn (wir schlafen), ihr schlåffd (ihr schlaft), die schlåffn (sie schlafen).
- ich foahr (ich fahre), du föährschd (du fährst), er/sie/es föährd (er/sie/es fährt), mir foahrn (wir fahren) etc.

Umlaut ist auch erhalten, wo er sie in der hochdeutschen Entsprechung nicht mehr vorkommt, z. B.:
- ich kumm (ich komme), du kümmbst (du kommst), er/sie/es kümmbt (er/sie/es kommt), mir kumma (wir kommen) etc.

### Pluralbildung der Substantive
Ostfränkisch kennt Apokope, weshalb die standarddeutsche Pluralendung -e fehlt: die Hünd „die Hunde“. Als oberdeutsche Mundart kennt es auch die aus dem Niederdeutschen stammende Pluralendung -s nicht: die Audo „die Autos“.
Mit dem Verkleinerungssuffix -le versehene Wörter wie Mädle „Mädchen“ erhalten im Plural -lich oder -li: a boar Mädlich oder a boar Mädli „ein paar Mädchen“.

## Verwendung von Modalpartikeln
Wie die gesprochene Sprache überhaupt kennt auch das Unterostfränkische Modalpartikeln („Würzworte“), die einzig die Bedeutung haben, eine Aussage zu bestätigen oder zu bekräftigen. Fei und gell/gall werden benutzt, um Überzeugung und Kraft in einen Satz zu bringen. So ist ein des kannsd mir gläb „das kannst du mir glauben“ bei weitem nicht so wirkungsgeladen wie ein des kannsd mir fei gläb, gell!
Ein beliebter Scherz ist es, sich gegenseitig vorzuhalten, dass diese Würzworte eigentlich keine Bedeutung haben: Fei is fei kä Wordd! „Fei ist aber kein Wort!“

## Wortschatz
Der Wortschatz des Unterostfränkischen wird im Fränkischen Wörterbuch dokumentiert.

### Einige typische Wörter und Wendungen
- Mee, Maa (hochdt. der Fluss Main)
- Ronga, Ranga, Reäh, Ree (mit offenem o, hochdt. Hangwiese, hochdt. Rain)
- Rongäsche, Fudderruäm, Rongerscher (mit offenem o, hochdt. Futterrübe)
- An der Astere (an Ostern)
- Sechhahmes, Amitze oder Liemetze (hochdt. Ameise)
- Schäüärädouer (hochdt. Scheunentor)
- Gaaldbäüdl (hochdt. Geldbörse)
- Konzedreiwl (mit offenem o, hochdt. Johannisbeere, Dreiwl hochdt. für „kleine Trauben“, auch als 'Dräuble' oder 'Dräubli' bezeichnet)
- Ondämorrä (mit offenem o, hochdt. übermorgen)
- ondänächde, uendisnechde oder oonisnäichde oder vornaichda (mit offenem o bei Ondänächde, hochdt. vorgestern)
- Goil, Göll, Gäl (hochdt. Pferde)
- Huund, Hünd (hochdt. Hund, Hunde)
- Zwärche, Streiche, Schmier, Latwerche (hochdt. Konfitüre)
- Baasn, Baasä, Baaser (hochdt. Besen)
- Maala, Mädle, Mädla (hochdt. Mädchen)
- Bua, Buä, Buh, Käall, Kall (hochdt. Bub, Junge)
- Addöbfl, Ähdebfl, Grumbiere, Grumbern, Grumbere, Grummbn, Kodöffl (offenes o) (hochdt. Kartoffel bzw. Erdäpfel)
- Kipf, Weck, Stölele (hochdt. Brötchen, Kipf bezeichnet eine typisch fränkische Brötchenform, länglich mit spitzen Enden)
- Bobbe, Bubbe (hochdt. Baby, Kind, Puppe)
- Schätzeise (hochdt. Uhr)
- Kinnerscheese oder einfach Scheese (Kinderwagen, als Scheese auch für andere fahrbare Untersätze gebräuchlich, von frz. chaise → dt. Stuhl)
- Bommeranzn (Orange oder ein junges Mädchen vom Lande)
- Gäbummbel, Gaubummbel (die Leibesfülle aufspießend für eine untersetzte Frau vom Lande mit beschränktem Geist)
- Gräudi (hochdt. Unkraut, Wildwuchs, auch für den ersten männlichen Bartwuchs benutzt)
- Du kost mi ämol om Aasch geläck oder: Du kost mi ämoal am Oarsch geläck (mol und om wieder mit dem genannten offenen o, kost dagegen mit geschlossenem. Hochdt. „Du kannst mich mal am Arsch lecken“)
- Dir brönnd woll dä Kiddl?! (Dir brennt wohl der Kittel?, hochdt. sinngemäß: Hast du noch alle Tassen im Schrank? Du bist wohl etwas durchgedreht?)
- Hadds dir nei die Scheese gereifd? oder …nei die Scheese g'fruern? (man hält die angesprochene Person für nicht ganz richtig im Kopf, nicht zurechnungsfähig oder Ähnliches und spielt auf eine frühkindliche Unterkühlung im Kinderwagen (Scheese) als Ursache an)
- Schorsch, mei Drobbn (hochdt. „Georg, meine (Beruhigungs-)Tropfen!“, Ausdruck für Aufgeregtheit, Zitat aus der bekannten Fernsehserie Familie Hesselbach der 1950er Jahre)
- Brunzverregg! (schwer ins Hochdeutsche zu übersetzender derber Ausdruck der Überraschung oder auch der Verärgerung)
- dar Brunzverregger (ambivalentes Nomen; kann sowohl abfällig als auch bewundernd und sogar abfällig und bewundernd zugleich verwendet werden)
- Dollhorn (Ausdruck für einen Idioten oder eine ungeschickte Tat)
- Simbl (einfach gestrickter Zeitgenosse; „Simpel“)
- I ho e Ä ü!  (Ich habe ein Ei übrig) und I ho aa e Ä ü! (Betonung auf dem aa: Ich habe auch ein Ei übrig)
- schimbouk (hochdt. Purzelbaum)
- dart anni, dart onni (dort hin oder hier hin, das a in dart wird hier wieder als offenes o gesprochen)
- awi (hinunter, hinab, mit offenem o gesprochen, regional oowi mit geschlossenem o)
- awä (herunter, herab, mit offenem o gesprochen, regional oowä mit geschlossenem o)
- No freili (hochdt. aber sicher/natürlich)
- Da geht no öbbes (hochdt. „Da geht noch etwas“ im Sinne von „Lass uns noch was trinken“)
- gar neas oder gor nix (hochdt. gar nichts, das a wird hier wieder wie ein offenes o gesprochen)
- Die Wochentage: Maandi(ch), Diäsdi(ch), Diisdi, Midwuche(rdi), Midwoucher, Dunnerschdi(ch), Freidi(ch), Saamsdi(ch), Suundi(ch), Sundi
- Döff des des? (Darf es das?) (Darf das Kind das tun, was es jetzt macht?) – Des döff des! (Es darf das!) (Ja! Das ist in Ordnung.) – Dass des des döff? (Dass es das darf?) (Verwunderung darüber, dass es in Ordnung ist!)
- (also,) glebbsdes?! (wörtlich: Glaubst du es?, sinngemäß etwa: „Hält man das für möglich?“)
- Des glebbsde doch selber ned! (Das glaubst Du doch selbst nicht!, als Entgegnung auf eine Lüge oder Übertreibung)
- allaweil (Ausdruck für einen Zeitraum, der sich aus der Vergangenheit bis zum jetzigen Zeitpunkt erstreckt – je nach Zusammenhang kann er länger oder kürzer sein)
- fei (von altfranz. fin, lat. finis ‚Grenze, Ende‘;[5] verstärkender Ausdruck, sinnverwandt mit „aber“, „doch“, „wirklich“, „wohl“. Beispiel: Des wor fei schee! „Das war aber schön!“)
- göggen (Brechreiz haben/bekommen)
- Ranzebeißer (sehr herber Wein)
- Gramofondäderli (hochdt. Petunien, die Blütenform mit einem Grammophontrichter vergleichend)
- Döüchenachdli (hochdt. Stiefmütterchen)
- s Gfräsch griech(n) (Krämpfe bekommen, wenn man sich sehr über etwas aufregt)
- Der Hundsverregger (jemand, der seinen Pflichten kaum nachkommt)
- Kerffi [kɐfi] (Friedhof)
- Biiarer (Birnen)
- Arbern oder Addbejr (Erdbeeren)
- Sääl, Sälr, Säli (Seil, Seile, Seilchen)
- Schläichl (Vorschlaghammer)
- Daisdl (Deichsel)
- weggennes Bee (amputiertes Bein)
- Rampfn Brood (dick geschnittene, unförmige Brotscheibe)
- Grüstle (Endstück des Brotes)
- Da hasd die Gääs am Beudl glangd (hochdt. „Da hast Du der Ziege ans Euter gefasst“ im Sinne von „Da hast Du den Salat“)
- Da is der Kääs gessn (hochdt. „Da ist der Käse gegessen“, „Damit ist es erledigt“)
- Bassd scho (wörtlich „Passt schon“, sinngemäß „besser geht es eigentlich nicht“)
- Duddn, Blastichduddn (Tüte, Plastiktüte)
- Waggerli (Weintrauben)
- Kühaach, vergnorblds (wörtlich „verknorpeltes Kuhauge“, Bedeutung etwa wie Dollhorn)
- Gööger (Hahn, Hähnchen)

### Vom Aussterben bedrohte Wörter
- Owanner (Grasstreifen zwischen Feldweg und Feld)
- Zemmadle, auch Semmede (Mehlspeise)
- Arfl (Mengenangabe für die Menge, die z. B. auf eine Heugabel passt oder ein Bauer mit zwei Händen tragen kann, eigentlich „einen Arm voll“; a Arfl Hä passt no drauf heißt so viel wie „eine Gabel Heu geht noch)“
- Hamfel (Mengenangabe, abgeleitet aus „eine Hand voll“)